# 청백 축구단
청백 축구단(靑白蹴球團)은 광복 이후인 1947년 창단된 축구단이다.

## 역사
1947년 3월 18일 인천에서 축구단을 결성하였다. 당시 김용식, 박규정 등의 한국 축구계에서 유명한 인물드이 여럿 모였다. 당시 기사에서도 축구계의 중진들이 당시 축구계의 최고봉들을 총 망라하여 만든 구단이라고 발표했었지만 이후의 행적에   대해서는 알려진 게 없다.